# 256e régiment d'infanterie (France)
Pour les articles homonymes, voir 256e régiment.
Le 256e régiment d'infanterie (256e RI) est un régiment d'infanterie de l'Armée de terre française constitué en 1914 avec les bataillons de réserve du 56e régiment d'infanterie. Il est dissous en juin 1918.

## Création et différentes dénominations
- Août 1914 : 256e régiment d'infanterie
- Juin 1918 : dissolution

## Chefs de corps

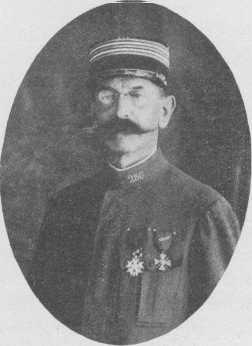
Le lieutenant-colonel Rimaud portant l'uniforme du avec la légion d'honneur et la croix de guerre.

- Lieutenant-colonel Rimaud à sa création
- Novembre 1914 - 10 mars 1915 : Lieutenant Colonel Ferracci (tué par l'éclatement d'un obus)
- Du 1er avril 1917 à la dissolution en juin 1918 : lieutenant-colonel Louis-René Viard.

## Historique des garnisons, combats et batailles du256eRI

### Première Guerre mondiale

#### Affectation
Lieu de regroupement : Chalon-sur-Saône
Le régiment est affecté à la 58e division d'infanterie d'août 1914 à juin 1918 :
- d'août à octobre 1914, le 256e RI est rattaché à la 115e brigade de la 58e DI,
- d'octobre 1914 à juin 1915, le 256e RI est rattaché à la 116e brigade de la 58e DI,
- de juin 1915 à juin 1918, le 256e RI est rattaché à l'infanterie divisionnaire de la 58e DI.

#### 1914
À la mobilisation, chaque régiment d'active créé un régiment de réserve dont le numéro est le sien plus 200.

#### 1915
Renforcé par un bataillon du 285e RI dissous en décembre 1915, le 256e RI passe à trois bataillons.

## Étendard
Il porte, cousues en lettres d'or dans ses plis, les inscriptions suivantes :
- Artois 1915
- Le Matz 1918

## Décorations
Les 4e et 6e bataillons sont titulaires d'une citation à l'ordre de l'armée.

### Sources et bibliographie
1. ↑  Service historique de l'état-major des armées, Les Armées françaises dans la Grande Guerre, vol. 2, t. 10 : Ordres de bataille des grandes unités : divisions d'infanterie, divisions de cavalerie, Paris, Impr. nationale, 1924, 1092 p. (lire en ligne), p. 444-445
2. ↑  « Parcours et historique des Régiments d'Infanterie durant 14/18 », sur www.chtimiste.com (consulté le 15 novembre 2021)
3. ↑  Décision no 12350/SGA/DPMA/SHD/DAT du 14 septembre 2007 relative aux inscriptions de noms de batailles sur les drapeaux et étendards des corps de troupe de l'armée de terre, du service de santé des armées et du service des essences des armées, Bulletin officiel des armées, no 27, 9 novembre 2007

- Anonyme, Historique sommaire du 256e régiment d'infanterie pendant la guerre 1914-1918, Nancy, Imprimerie Berger-Levrault (lire en ligne).